# 滾石家族遊太空
《滾石家族遊太空》是科幻作家羅伯特·海萊因於1952年所寫的一本科幻小說，同時屬一本輕鬆幽默小品。

## 內容簡介
石雙雙和石對對是一對天才雙胞胎，他們的父親是月球市的前任市長，祖母則是月球市的開國元老。對於月球上的枯燥生活，兩人已經感到苦悶，於是兩人決定購買一艘二手的太空船，作貿易用途，只可惜計畫被石爸爸知道，結果全家人一起去旅行。
在前往火星的途中，滾石號收到戰神號的求救信號，原來戰神號上出現了流行性病毒，連太空船上的船醫也病了，結果需要由身為醫師的石媽媽登上戰神號醫治病人，石爸爸萬般不願，不過石媽媽堅持。滾石號為了靠近戰神號，必須捨棄船上的多餘物品，石雙雙和石對對的單車首當其衝被拋棄，不過石家利用仍然運作在單車上的慣性原理，在通往火星的軌道上取回單車，結果石媽媽和單車都安然。
到達火星後，兩人發覺單車無法脫手，便遊說一間餐廳購買該批單車，以作租借于遊人所用。單車雖然賣出，兩人卻被火星政府告逃稅，由於火星是剛發展的殖民星，所以對所有奢侈品都收取極高稅率，兩人最終被帶上法庭，由能說善道的石祖母作辯護，最後無罪釋放。
在火星時，兩人購買了一隻火星生物扁貓，扁貓原本可以生存在無水無食物的環境下一段長時間，但當環境轉好，便會大量繁殖。扁貓在滾石號上大量繁殖，只好將所有扁貓放進雪房裡，阻止其繁殖。
石家然後去到小行星帶，因為小行星帶其實只是一個礦場，所以當地並沒有醫生，當石媽媽去到那裡時，便需每天出外應診。有一次，石媽媽和石奶奶和小威騎乘由石家兄弟修理的太空機車出診，在回程途中，機車的迴轉儀失靈，石奶奶和小威被困在無盡的宇宙間，幸好，最後石家兄弟將功補過，救回石奶奶和小威。
經過死亡的威脅，石奶奶決定不回到月球，繼續其太空旅遊，石爸爸最後一家也不回到月球，繼續滾石家族遊太空。